# Plum (Texas)
Plum es un lugar designado por el censo ubicado en el condado de Fayette  en el estado estadounidense de Texas. En el Censo de 2020 tenía una población de 366 habitantes y una densidad poblacional de 40,26 habitantes por km². Fue incluido como CDP en el censo de 2020.

## Geografía
Plum se encuentra ubicado en las coordenadas 29°56′6″N 98°58′3″O / 29.93500, -98.96750. Según la Oficina del Censo de los Estados Unidos,  tiene una superficie total de 9,09 km², todos correspondientes a tierra firme.